# Giacca da fumo

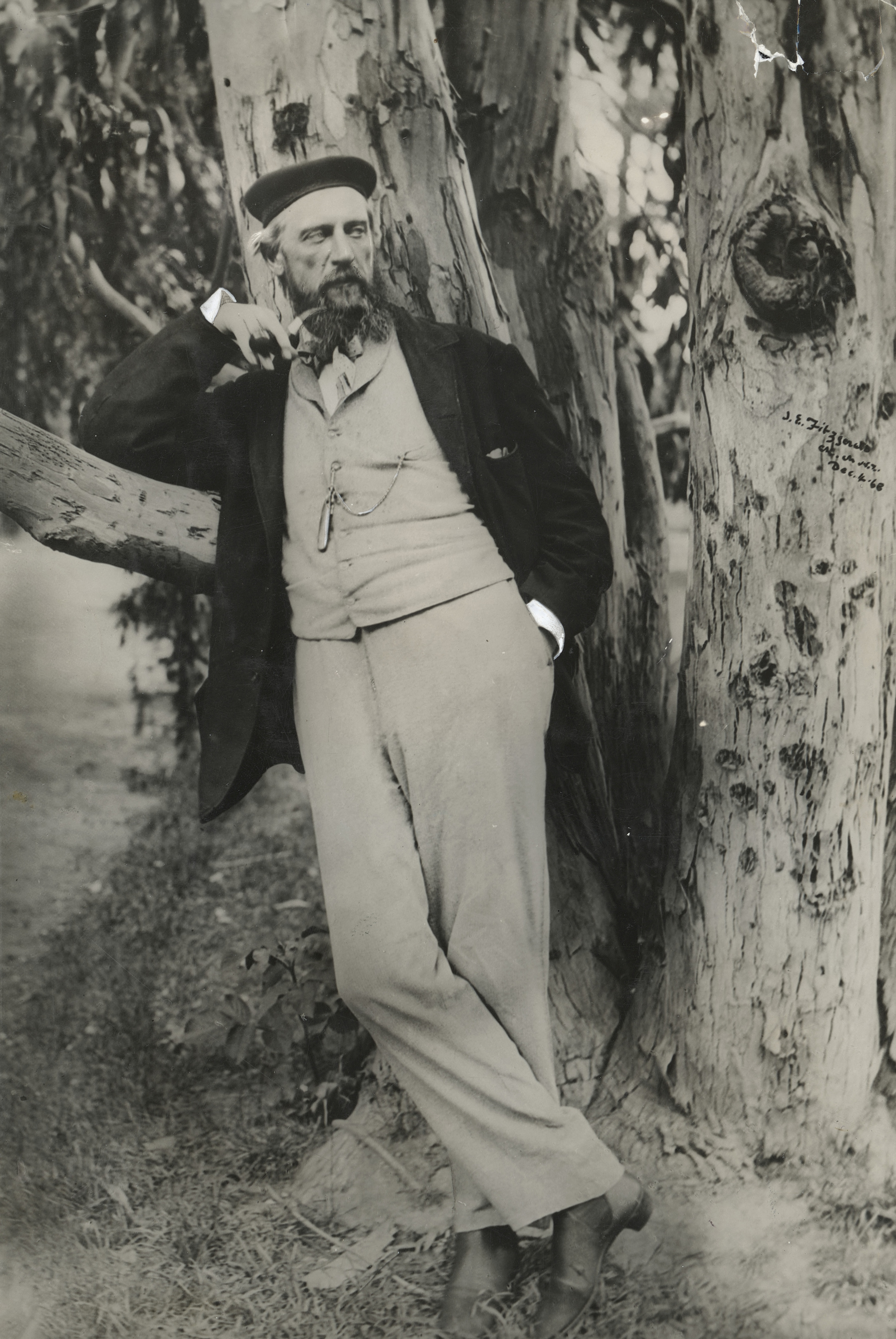
James FitzGerald in una foto che lo ritrae con una giacca da fumo nel 1868

Una giacca da fumo è un tipo di soprabito che si utilizza per fumare il tabacco, solitamente pipe o sigari. Essa aveva lo scopo di preservare l'abito dall'odore del tabacco. Per quanto il significato sia il medesimo, la giacca da fumo non è da confondere con lo smoking che ne è una evoluzione successiva.

## Descrizione

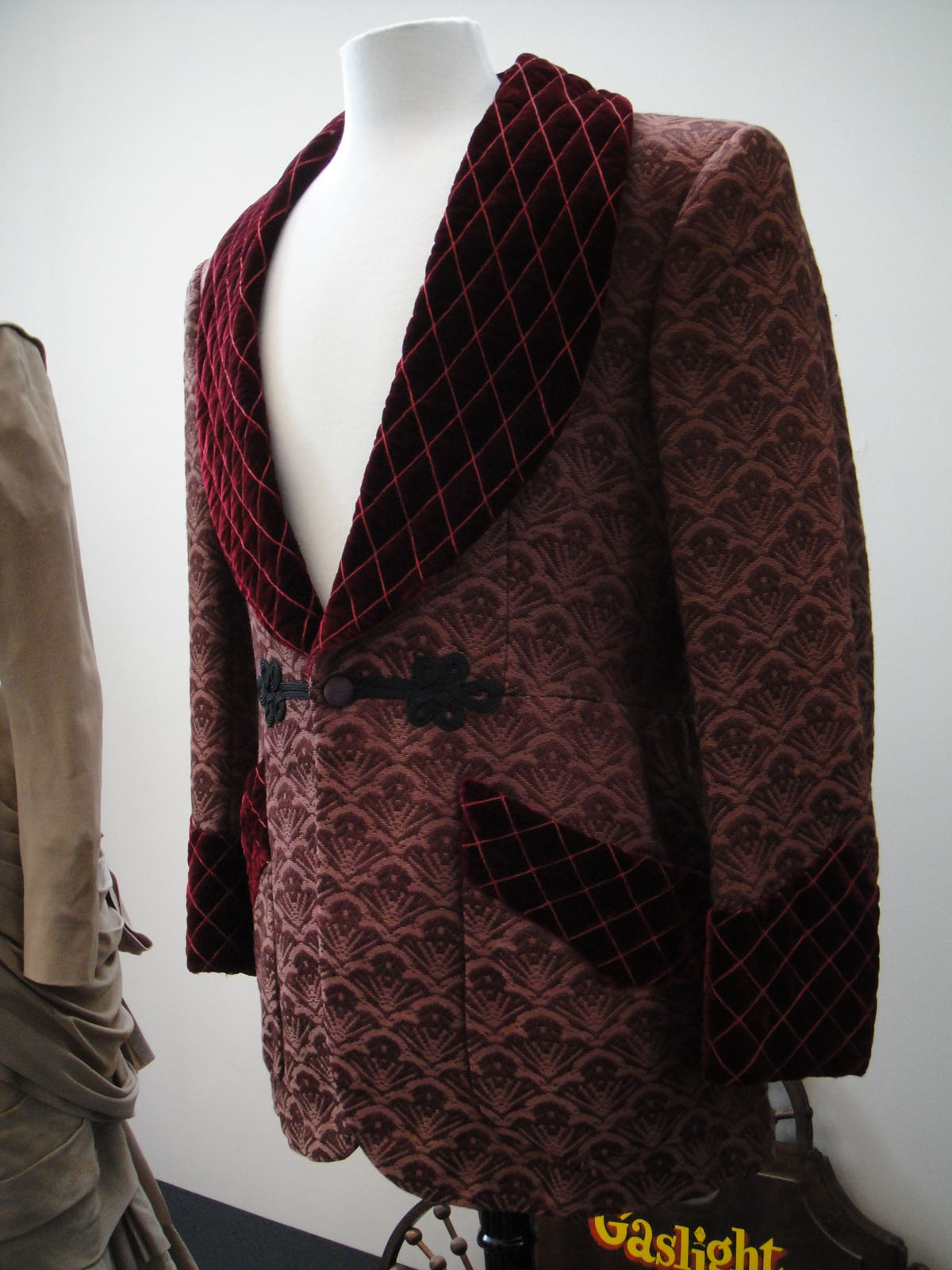
Una giacca da fumo di stile "Borgogna" utilizzata nel film Gaslight del 1944

La giacca da fumo classica è una giacca di media lunghezza realizzata in velluto, seta o entrambi i materiali insieme. Dispone di un collo sciallato e manicotti rivoltati; possono essere presenti dei bottoni o delle chiusure ad alamaro, oppure può essere chiusa alla vita da una semplice cintura di stoffa annodata.
A metà Ottocento, il Gentlemen's Magazine of London definiva la giacca da fumo come una "sorta di vestito da camera corto, di velluto, cachemere, felpa, lana merinos o flanella, a colori chiari, ornata di decorazioni ricamate e chiusa da bottoni".

## Storia

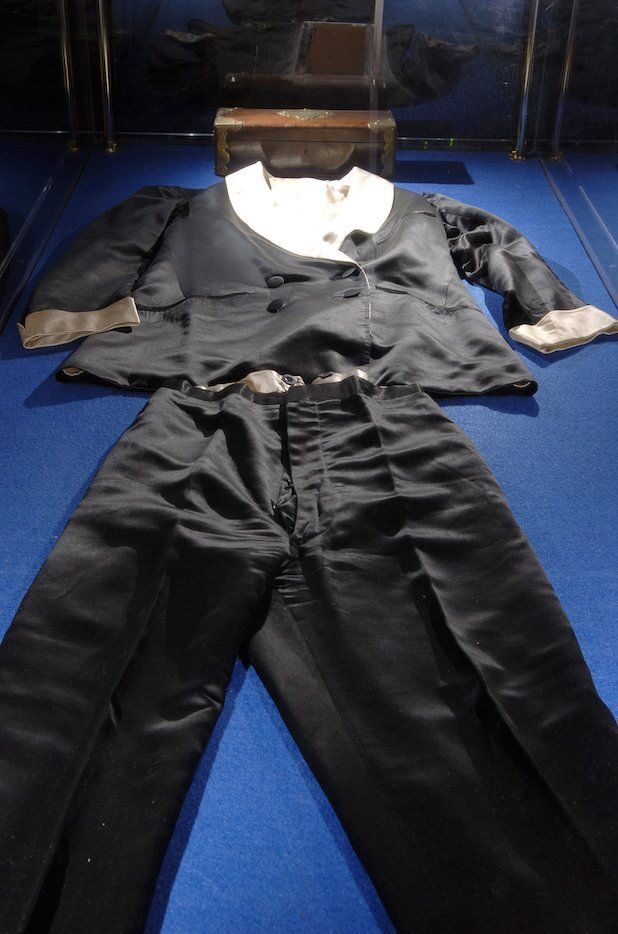
Un completo da smoking in seta realizzato a Parigi nel 1912

Nel XVII secolo, diversi beni iniziarono a giungere in Europa dall'India, dall'Asia e dalle Americhe, portando tra le altre cose spezie, tabacco, caffè e seta. Probabilmente la moderna giacca da fumo si è evoluta da una prima versione in seta utilizzata già in oriente.
Con lo scoppio della guerra di Crimea a metà Ottocento, in Inghilterra iniziò a diffondersi il tabacco turco. Dopo cena, solitamente, un gentiluomo indossava la sua giacca da fumo e si ritirava in una sala per fumatori per godersi un attimo di pausa con un sigaro o con la propria pipa. La giacca aveva quindi lo scopo di assorbire il fumo ed evitare che esso potesse intaccare gli abiti sottostanti, come pure l'altro scopo era quello di proteggere gli abiti dalla caduta accidentale della cenere.
La giacca da fumo continuò ad essere un accessorio popolare nel XX secolo. Un editoriale nel The Washington Post del 1902 riportava come la giacca da fumo fosse "sinonimo di comfort".
Tra persone famose che la indossavano regolarmente ricordiamo Jon Pertwee, Cary Grant, Fred Astaire (che volle addirittura essere sepolto con una giacca da fumo indosso), Frank Sinatra, Dean Martin e Hugh Hefner.

## Giacche da fumo moderne
Le giacche da fumo sono entrate in crisi degli anni '50 del Novecento, anche se vengono ancora utilizzate da alcuni personaggi come ad esempio Hugh Hefner, patron di Playboy.